# 纳希莫夫海军上将号巡洋舰
纳希莫夫海军上将号巡洋舰（俄语：Адмирал Нахимов）是基洛夫级巡洋舰的三号舰，隶属于俄罗斯海军。该舰最初于1988年服役于苏联海军，当时名为加里宁号，直到1992年俄罗斯政府重新以海军上将帕维尔·纳希莫夫命名该舰。纳希莫夫海军上将号采用核动力设计，满载排水量达2万8千吨，和同级的姊妹舰彼得大帝号是目前唯二采用核动力的巡洋舰。由于苏联解体造成的资金短缺和管理不善，从1997年起该舰就一直停靠在北德文斯克造船厂的船坞里，很长一段时间都处于疏于打理的状态。直到2012年，俄罗斯海军打算对其进行改造升级，但何时重新服役并不明朗。北德文斯克造船厂曾在2022年表示当年可以交付，但不久后又表示推迟到2024年。

## 图集

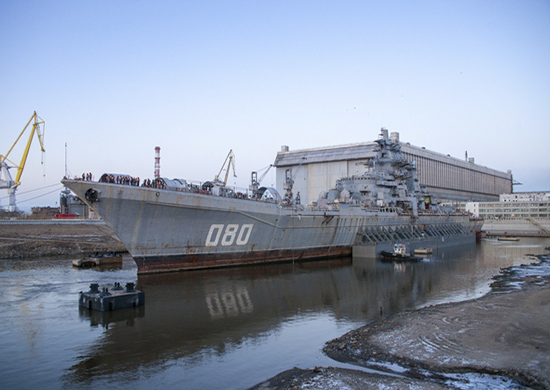
现代化改造前的纳希莫夫海军上将号，摄于2014年
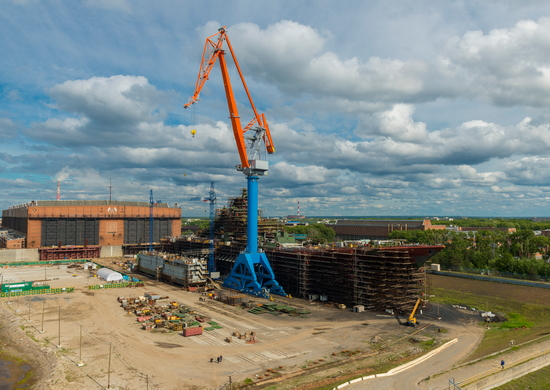
现代化改造中的纳希莫夫海军上将号，摄于2016年